# ستيفون ماربوري
ستيفون ماربوري (بالإنجليزية: Stephon Marbury)‏ مواليد 20 فبراير 1977 في بروكلين، هو لاعب كرة سلة أمريكي بدأ مسيرته الاحترافية في سنة 1996 يلعب في الرابطة الصينية لكرة السلة ويحمل الرقم 3. يبلغ طوله 6 قدم 2 بوصة (1.9 م). مثّل منتخب بلاده. شارك في مسابقة كرة السلة في الألعاب الأولمبية الصيفية.

## فرق لعب لها
- مينيسيوتا تيمبر وولفز
- بروكلين نتس
- فينيكس صنز
- نيويورك نيكس
- بوسطن سيلتكس

## الميداليات
| الميدالية | المسابقة                                    |
| --------- | ------------------------------------------- |
| برونزية   | كرة السلة في الألعاب الأولمبية الصيفية 2004 |

## روابط خارجية
- ستيفون ماربوري على موقع الاتحاد الدولي لكرة السلة (الإنجليزية)
- ستيفون ماربوري على موقع إن بي أي (الإنجليزية)
- ستيفون ماربوري على موقع سبورتس رفرنس (الإنجليزية)
- ستيفون ماربوري على موقع كرة السلة الأوروبية.كوم (الإنجليزية)
- ستيفون ماربوري على موقع إي إس بي إن.كوم (الإنجليزية)
- ستيفون ماربوري على موقع كلية كرة السلة في سبورتس رفرنس.كوم (الإنجليزية)
- ستيفون ماربوري على موقع ريلجم (الإنجليزية)
- ستيفون ماربوري على موقع بروبوليرز (الإنجليزية)
- ستيفون ماربوري على موقع سبورتس رفرنس (الإنجليزية)
- ستيفون ماربوري على موقع أوليمبيديا (الإنجليزية)